# 下缅甸

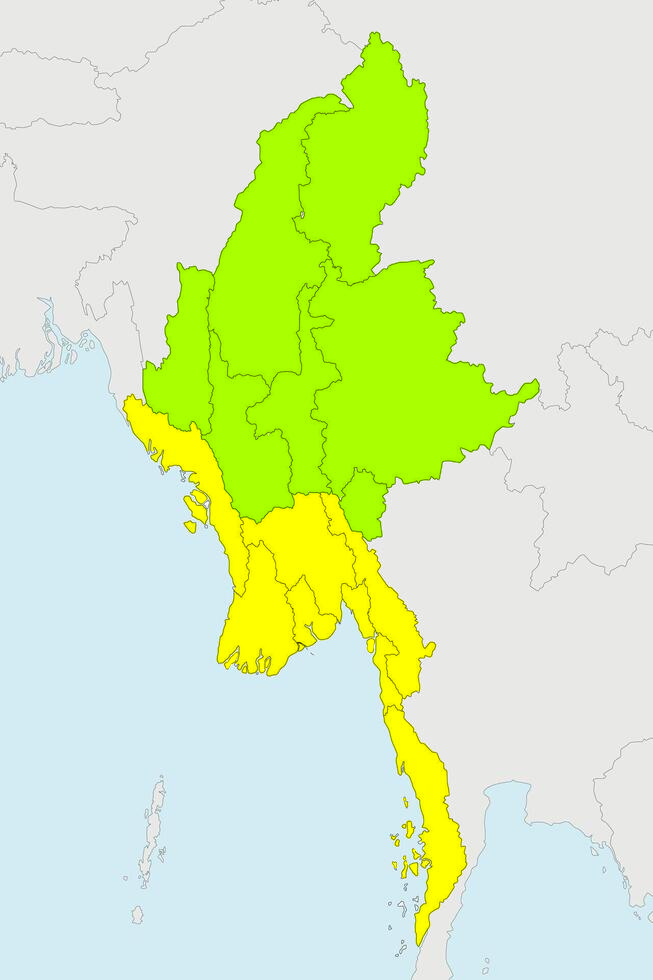
黃色區域為下緬甸

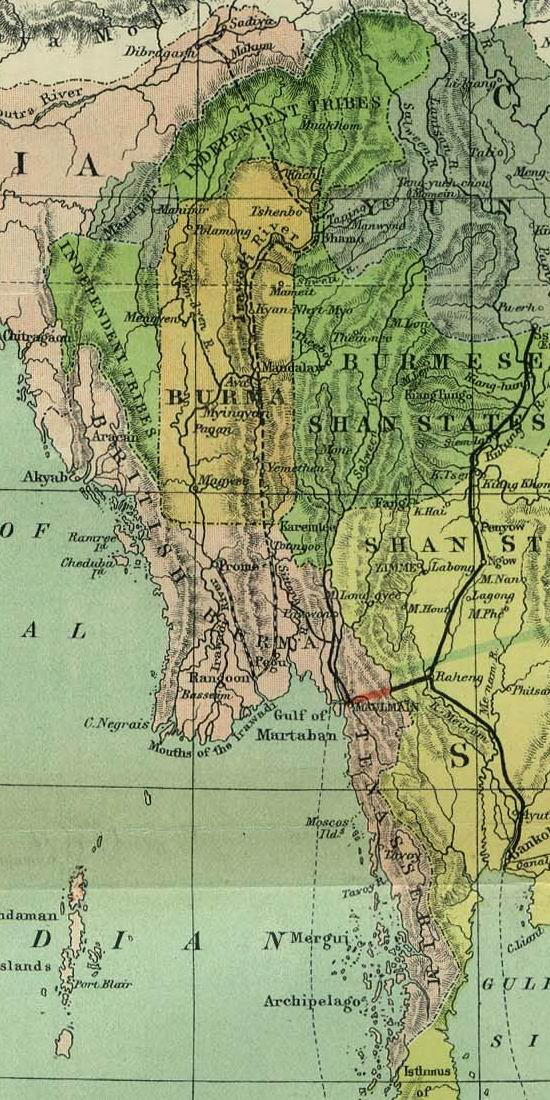
1885年的緬甸地圖，粉色为英属缅甸（下缅甸），与橙色的上缅甸对照。

下缅甸（又名外缅甸）是缅甸的一个地理区域，與上緬甸相對，包括低洼的伊洛瓦底江三角洲（伊洛瓦底省、勃固省和仰光省）及沿海地区（包括若开邦、孟邦和德林达依）。
在缅甸语中，上缅甸的人通常被称作a-nya tha，而下缅甸的人则被称为auk tha。
从历史上说，下缅甸指的是1852年的第二次英缅战争结束后，缅甸被大英帝国吞并的部分，加上之前英方在1826年控制的阿拉干王国和丹那沙林。下缅甸以仰光为中心，包括了当今缅甸所有沿海地区、伊洛瓦底江下游和卑谬。19世纪早期以前，下缅甸的主要人口是孟族和克伦族，而在历史上也是孟族的大本营。